# Virginia Ali
Virginia Ali (sinh ngày 17 tháng 12 năm 1933) là một chủ doanh nghiệp người Mỹ được biết đến là đồng sáng lập Ben's Chili Bowl ở Washington, D.C.

## Đầu đời
Ali sinh ngày 17 tháng 12 năm 1933. Bà lớn lên ở vùng nông thôn Virginia và được giáo dục trong một hệ thống trường học tách biệt. Bà cùng gia đình chuyển đến Washington, D.C. vào những năm 1950.

## Sự nghiệp
Sau khi chuyển đến Washington, D.C., Ali làm giao dịch viên tại Ngân hàng Công nghiệp, một doanh nghiệp lịch sử thuộc sở hữu của người da đen. Tại đây, bà đã gặp chồng Ben Ali khi ông đến ngân hàng để gửi tiền từ một nhà hàng địa phương nơi ông làm việc.
Ali và Ben thành lập Ben's Chili Bowl trên Phố U ở Washington, D.C. vào ngày 22 tháng 8 năm 1958. Nhiều nghệ sĩ nổi tiếng thường xuyên đến nhà hàng do gia đình tự quản, ở trung tâm khu phố Shaw. Nhà hàng trở thành địa điểm ăn uống đêm khuya yêu thích của những người như Duke Ellington, Dinah Washington và Redd Foxx. Martin Luther King, Jesse Jackson và Stokely Carmichael thường dùng bữa cùng nhau tại Chili Bowl.
Trong cuộc bạo loạn ở Washington, D.C. 1968 sau cái chết của King, Ali mở cửa nhà hàng Chili Bowl theo yêu cầu của Stokely Carmichael.
Ali đã phục vụ trong hội đồng quản trị của một số tổ chức bao gồm Vì tình yêu của trẻ em.

## Giải thưởng
Ali có tên trong Đại sảnh Danh vọng DC cùng với chồng vào năm 2002. Bà và chồng đã nhận được Chìa khóa thành phố từ thị trưởng Adrian Fenty nhân lễ kỷ niệm 50 năm thành lập nhà hàng vào năm 2008.

## Đời tư
Virginia và Ben Ali kết hôn vào ngày 10 tháng 10 năm 1958 và họ có với nhau ba người con trai. Mỗi người con được đặt tên đệm là Ben trong trường hợp họ tiếp quản nhà hàng. Họ tham gia vào việc điều hành nhà hàng sau khi cha mình qua đời.